# Modulatricidae
Modulatricidae es una pequeña familia de aves paseriformes del África subsahariana. Es una familia basal de Passeroidea próxima a Promeropidae.

## Especies
Contiene tres géneros monotípicos:
- Género Modulatrix
  - Modulatrix stictigula —- tordina de anteojos;
- Género Arcanator
  - Arcanator orostruthus —- tordina manchada;
- Género Kakamega
  - Kakamega poliothorax —- tordina de Kakamega.